# Bsisa

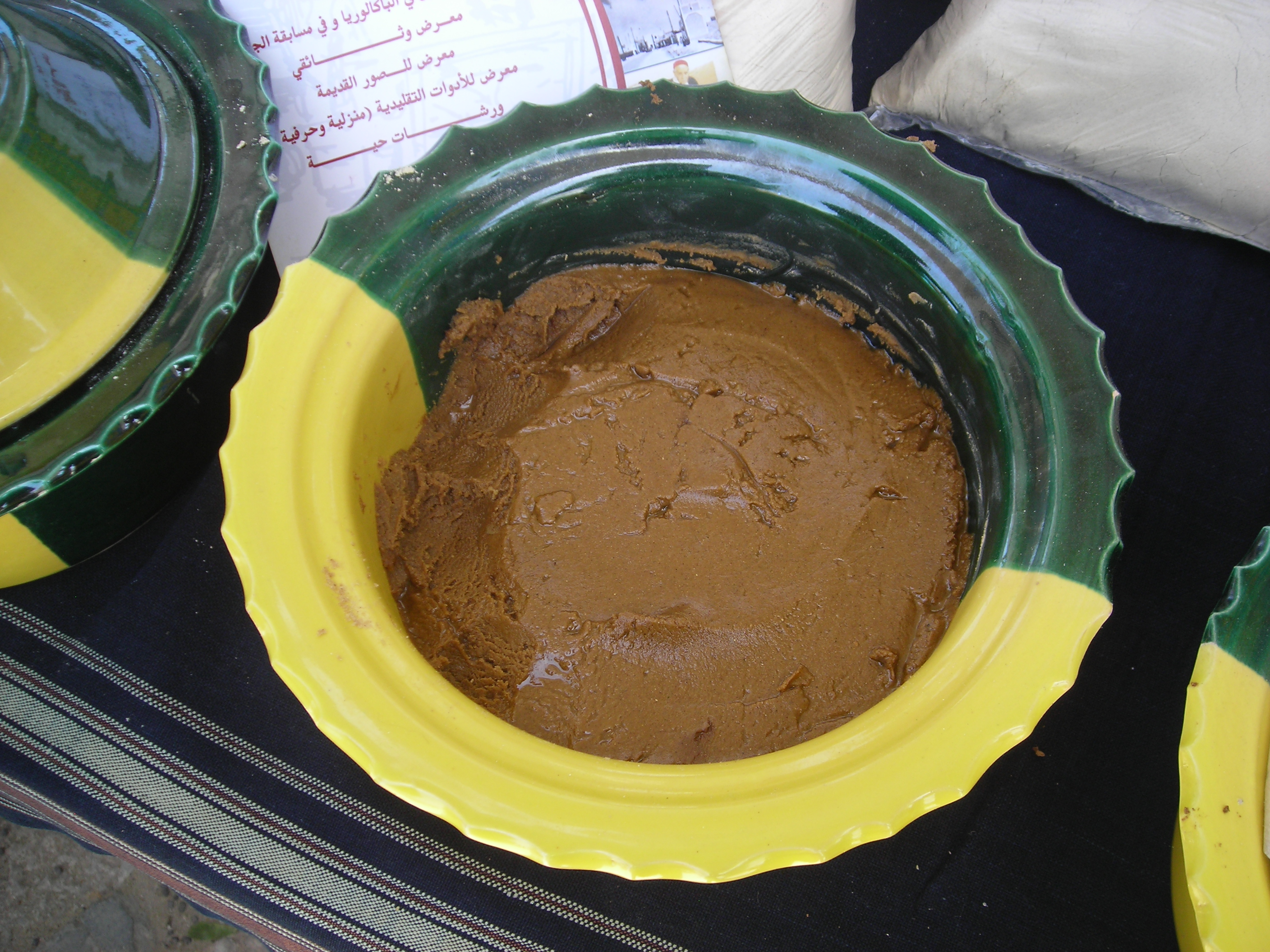
Bsisa

Bsisa (arab. ‏بسيسة‎, berberyjski aḍemmin, hebr. ‏בסיסה‎) – danie kuchni północnoafrykańskiej, robione na bazie mąki z prażonej pszenicy lub jęczmienia. Danie to pochodzi z czasów rzymskich. 
Nazwa bsisa może oznaczać różne mieszanki prażonych zbóż oraz kozieradki, anyżu, kminu oraz soczewicy lub ciecierzycy. Bsisa jest powszechnie spożywana na śniadanie w Tunezji, Algierii oraz Libii. Bsissa jest najczęściej jedzona jako pasta, przygotowywana przez dodanie oliwy lub wody i suszonych owoców. Jest często jedzona razem z figami lub daktylami jako szybki ale bogaty w energię posiłek. Bsisę można również przygotować płynną z dodatkiem wody lub mleka.
Festiwal bsisy jest organizowany co roku w tunezyjskim mieście Lamta.